# Juan Barcia Caballero
Juan Barcia Caballero (Santiago de Compostela, 1852-Santiago de Compostela, 1926) fue un médico y escritor español.

## Biografía
Estudió medicina en Santiago y Madrid y fue catedrático en las universidades de Granada y Santiago de Compostela, así como director del Hospital de San Roque y del Manicomio de Conxo en Santiago. De ideología regionalista, participó en la constitución de la Asociación Regionalista Gallega. Escribió en gallego y castellano.

## Obra
- La cuestión palpitante. Cartas amistosas a la Sra. Dª Emilia Pardo Bazán (1881)
- Mesa revuelta. Ensayos literarios (1883, bilingüe gallego-castellano)
- Rimas (1891, poesía, en gallego)
- Dos almas (1907, novela, en colaboración con su hijo Juan Barcia Eleizegui)
- El señor Nin (1922, novela, en colaboración con su hijo Juan Barcia Eleizegui)